# 麋鹿岛国家公园

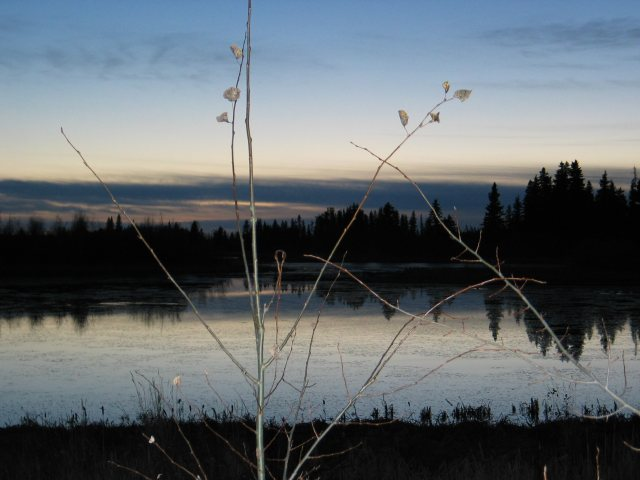
麋鹿岛国家公园

麋鹿岛国家公园（Elk Island National Park），为加拿大阿尔伯塔省的一个国家公园，距离埃德蒙顿以东35公里。该国家公园成立于1913年，总面积194 km²。该公园为典型的北部高原草原生态系统。另外，该公园有北美最大与最小的哺乳动物：美洲森林野牛及美洲侏儒鼩鼱（American Pygmy Shrew）。